# Колокольцев Володимир Олександрович
 Володимир Олександрович Колокольцев  (нар. 11 травня 1961 року, Пензенська область, РРФСР, СРСР)  — російський державний діяч, поліцейський. Міністр Внутрішніх Справ Російської Федерації з 21 травня 2012 року. Генерал поліції Російської Федерації (2015). Доктор юридичних наук.
Начальник Головного управління МВС Росії по місту Москві (з 7 вересня 2009 до 21 травня 2012 року).

## Життєпис
Народився 11 травня 1961 року в місті Нижній Ломов Пензенської області в родині робітника. Працював водієм навантажувача, потім машиністом насосної установки в котельному цеху фанерного заводу «Влада праці» Пензенської області.
У 1979 році був призваний в армію, служив у прикордонних військах на кордоні СРСР і Афганістану.
У 1982 році вступив на службу в органи внутрішніх справ у відділ міліції по охороні дипломатичних представництв іноземних держав, акредитованих у Москві. У 1984 році призначений командиром взводу окремого батальйону патрульно-постової служби міліції УВС Гагарінського райвиконкому Москви.
У 1985 вступив у Вище політичне училище імені 60-річчя ВЛКСМ МВС СРСР, з відзнакою закінчивши його в 1989 році.
Після закінчення училища повернувся до Москви, почав працювати в ОВС оперуповноваженим відділу карного розшуку УВС Кунцевського райвиконкому Москви. Пізніше був призначений заступником начальника 20-го відділення міліції Москви, потім — начальником 8-го відділення міліції.
У 1992 році перейшов в Управління карного розшуку на посаду старшого оперуповноваженого 2-го відділу УКР ГУВС Москви.
На початку 1993 року призначений начальником 108-го відділення міліції Москви.
У 1994 році, будучи начальником 108-го відділення міліції Москви Володимир Колокольцев знявся в епізодичній ролі оперативного уповноваженого у детективному фільмі «На розі, у Патріарших».
У фільмі його персонаж в присутності понятих вітає слідчого з 108 відділення міліції Ігор Ліванов, що не буде «висяка», оскільки покійний, виявлений на місці події, є самогубцем, а не жертвою вбивства.
У 1995 році призначений на посаду начальника відділу управління карного розшуку 2-го РУВС Центрального адміністративного округу. У 1997 році став начальником 4-го регіонального відділу РУБОП по Москві при МВС Росії.
У 1999 році призначений на посаду начальника регіонального Оперативно-розшукового бюро по Південно-Східному адміністративному округу Центрального регіонального управління по боротьбі з організованою злочинністю при Головному управлінні по боротьбі з організованою злочинністю МВС Росії.
У 2001 році призначений начальником 3-го відділу оперативно-розшукового бюро головного управління МВС Росії по Центральному федеральному округу.
У 2003 році призначений заступником начальника бюро.
У січні 2007 року призначений начальником Управління внутрішніх справ по Орловської області. В період його роботи в області були пред'явлені звинувачення двом першим віцегубернатор Віталію Кочуеву та Ігорю Сошникову, а також кільком головам підрозділів обласної адміністрації. Також були заарештовані і засуджені до тюремного ув'язнення деякі активні учасники так званої «воробьйовській» ОЗУ. У квітні 2009 року призначений першим заступником начальника Департаменту карного розшуку МВС Росії. 7 вересня 2009 року указом президента Росії призначений начальником Головного управління внутрішніх справ Москви. Колокольцев змінив відправленого у відставку Володимира Проніна. Раніше, 28 квітня, Пронін був знятий з посади після того, як начальник ОВС «Царицино» Денис Євсюков влаштував стрілянину в московському супермаркеті. Близько чотирьох місяців до призначення Колокольцева обов'язки начальника ГУВС тимчасово виконував перший заступник Олександр Іванов. 10 червня 2010 року надати спеціальне звання «генерал-лейтенант міліції». Указом Президента Російської Федерації від 24 березня 2011 року В. А. Колокольцева надати спеціальне звання генерал-лейтенанта поліції, і він призначений на посаду начальника Головного управління МВС Росії по р. Москві. Цим же указом він звільнений з посади начальника ГУВС р. Москви. Указом Президента Російської Федерації від 21 травня 2012 року призначений Міністром внутрішніх справ Російської Федерації, і під його керівництвом реформа правоохоронної системи продовжилася. Указом Президента Російської Федерації № 556 від 12 червня 2013 року надати спеціальне звання генерал-полковника поліції. 10 листопада 2015 року Указом Президента Російської Федерації № 554 Міністру внутрішніх справ Російської Федерації Колокольцева надати спеціальне звання генерала поліції Російської Федерації. == Санкції == Володимир Колокольцев, як член Ради національної безпеки виступав за негайне визнання Росією двох самопроголошених республік. Є підсанкційною особою в багатьох країнах світу. 6 квітня 2018 року включений до списку санкцій США серед 17 урядовців та 7 бізнесменів з Росії. 6 квітня 2022 року, на тлі вторгнення Росії в Україну, США розширили санкції проти Колокольцева. 25 лютого 2022 року занесений до списку санкцій усіх країн Євросоюзу, оскільки «як член Ради безпеки Російської Федерації підтримав негайне визнання Росією двох самопроголошених республік». 15 березня 2022 року влада Великої Британії запровадила проти нього персональні санкції як проти члена Ради Безпеки РФ через його роль у визнанні ДНР і ЛНР і подальшої агресії проти України. 9 червня 2022 року доданий до санкційного списку України.

## Нагороди
- Заслужений працівник органів внутрішніх справ Російської Федерації
- Знак «Почесний працівник МВС»[15]
- Медаль «За відзнаку в охороні громадського порядку»[15]
- Медаль «У пам'ять 850-річчя Москви»[15]
- Медаль «За доблесть у службі» (МВС Росії)[15]
- Медаль «За бойову співдружність»
- Медаль «200 років МВС Росії»
- Медаль «За сприяння», Державна фельд'єгерська служба Російської Федерації
- Медаль «За бойову співдружність» ФСО Росії
- Медаль «За заслуги в управлінській діяльності», 2-й і 3-й ступеня
- Нагрудний знак «200 років МВС Росії»
- Медаль «За особливий внесок у забезпечення пожежної безпеки особливо важливих державних об'єктів»
- Орден преподобного Сергія Радонезького II ступеня (РПЦ, 2012)[16].